# 軟體腔蝠魚
軟體腔蝠魚（學名：Coelophrys mollis）為輻鰭魚綱鮟鱇目棘茄魚亞目棘茄魚科的其中一種。分布於中西太平洋區的菲律賓海域，屬底棲性魚類，棲息深度約水深686公尺，全身具骨板，在身體的側面表面上分叉的瘤；小瘤有長尖頂，眼間骨窄。背鰭軟條6枚；臀鰭軟條4枚，體長可達3.8公分。
其种加词“mollis ”意为“柔软的”。